# Seznam medailistů na mistrovství světa – desetiboj muži, sedmiboj ženy
Víceboj (mužský desetiboj a ženský sedmiboj) patří do programu mistrovství světa v atletice od prvního ročníku v roce 1983. 

## Rekordmani mistrovství světa v atletice

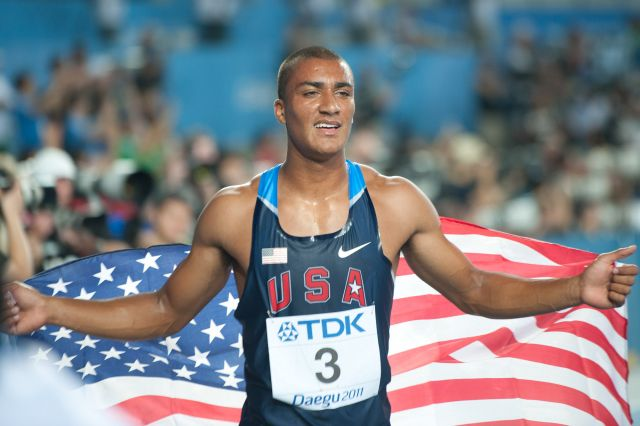
Muži –  Ashton Eaton
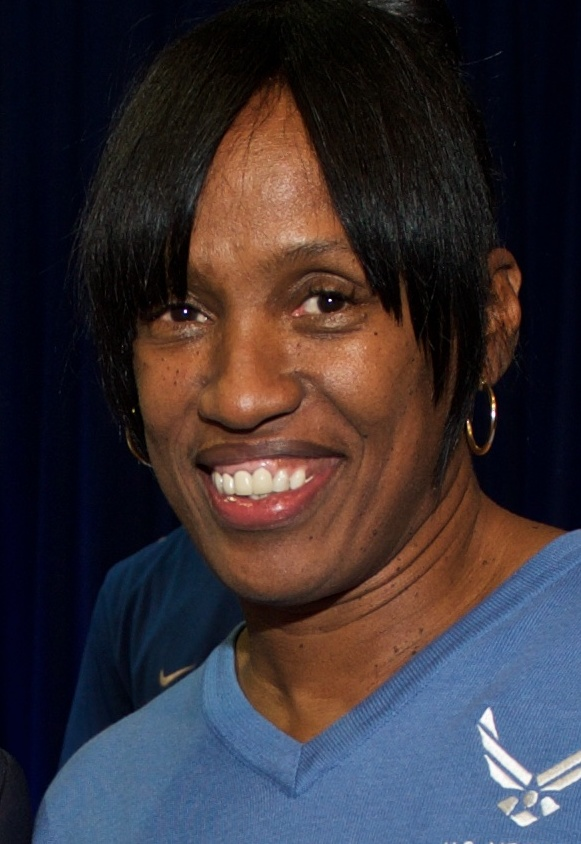
Ženy –  Jackie Joynerová-Kerseeová

### Muži
| Rok     | Místo     | Zlato          | Výkon vítěze    | Stříbro           | Bronz              |
| ------- | --------- | -------------- | --------------- | ----------------- | ------------------ |
| MS 1983 | Helsinky  | Daley Thompson | 8666 bodů       | Jürgen Hingsen    | Siegfried Wentz    |
| MS 1987 | Řím       | Torsten Voss   | 8680 bodů       | Siegfried Wentz   | Pawel Tarnowetski  |
| MS 1991 | Tokio     | Dan O'Brien    | 8812 bodů       | Mike Smith        | Christian Schenk   |
| MS 1993 | Stuttgart | Dan O'Brien    | 8817 bodů       | Eduard Hämäläinen | Paul Meier         |
| MS 1995 | Göteborg  | Dan O'Brien    | 8695 bodů       | Eduard Hämäläinen | Mike Smith         |
| MS 1997 | Athény    | Tomáš Dvořák   | 8837 bodů       | Eduard Hämäläinen | Frank Busemann     |
| MS 1999 | Sevilla   | Tomáš Dvořák   | 8744 bodů       | Dean Macey        | Chris Huffins      |
| MS 2001 | Edmonton  | Tomáš Dvořák   | 8902 bodů       | Erki Nool         | Dean Macey         |
| MS 2003 | Paříž     | Tom Pappas     | 8750 bodů       | Roman Šebrle      | Dmitrij Karpov     |
| MS 2005 | Helsinky  | Bryan Clay     | 8732 bodů       | Roman Šebrle      | Attila Zsivóczky   |
| MS 2007 | Ósaka     | Roman Šebrle   | 8676 bodů       | Maurice Smith     | Dmitrij Karpov     |
| MS 2009 | Berlín    | Trey Hardee    | 8790 bodů       | Leonel Suárez     | Alexandr Pogorelov |
| MS 2011 | Tegu      | Trey Hardee    | 8607 bodů       | Ashton Eaton      | Leonel Suárez      |
| MS 2013 | Moskva    | Ashton Eaton   | 8809 bodů       | Michael Schrader  | Damian Warner      |
| MS 2015 | Peking    | Ashton Eaton   | 9045 bodů – RMS | Damian Warner     | Rico Freimuth      |
| MS 2017 | Londýn    | Kévin Mayer    | 8067 bodů       | Rico Freimuth     | Kai Kazmirek       |
| MS 2019 | Dauhá     | Niklas Kaul    | 8691 bodů       | Maicel Uibo       | Damian Warner      |
| MS 2022 | Eugene    | Kévin Mayer    | 8816 bodů       | Pierce LePage     | Zach Ziemek        |
| MS 2023 | Budapešť  | Pierce LePage  | 8909 bodů       | Damian Warner     | Lindon Victor      |

## Sedmiboj

### Ženy
| Rok     | Místo     | Zlato                           | Výkon vítěze    | Stříbro                     | Bronz                   |
| ------- | --------- | ------------------------------- | --------------- | --------------------------- | ----------------------- |
| MS 1983 | Helsinky  | Ramona Neubertová               | 6714 bodů       | Sabine Johnová              | Anke Behmerová          |
| MS 1987 | Řím       | Jackie Joynerová-Kerseeová      | 7128 bodů – RMS | Larisa Nikitinová           | Jane Fredericková       |
| MS 1991 | Tokio     | Sabine Braunová                 | 6672 bodů       | Liliana Năstaseová          | Irina Bělovová          |
| MS 1993 | Stuttgart | Jackie Joynerová-Kerseeová      | 6837 bodů       | Sabine Braunová             | Světlana Buragová       |
| MS 1995 | Göteborg  | Gáda Šuáová                     | 6651 bodů       | Světlana Moskalecová        | Rita Ináncsiová         |
| MS 1997 | Athény    | Sabine Braunová                 | 6739 bodů       | Denise Lewisová             | Remigija Nazarovieneová |
| MS 1999 | Sevilla   | Eunice Barberová                | 6861 bodů       | Denise Lewisová             | Gáda Šuáová             |
| MS 2001 | Edmonton  | Jelena Prochorovová             | 6694 bodů       | Natalja Sazanovičová        | Shelia Burrellová       |
| MS 2003 | Paříž     | Carolina Klüftová               | 7001 bodů       | Eunice Barberová            | Natalja Sazanovičová    |
| MS 2005 | Helsinky  | Carolina Klüftová               | 6887 bodů       | Eunice Barberová            | Margaret Simpsonová     |
| MS 2007 | Ósaka     | Carolina Klüftová               | 7032 bodů       | Ludmila Blonská             | Kelly Sothertonová      |
| MS 2009 | Berlín    | Jessica Ennisová                | 6731 bodů       | Jennifer Oeserová           | Kamila Chudziková       |
| MS 2011 | Tegu      | Taťjana Černovová               | 6880 bodů       | Jessica Ennisová            | Jennifer Oeserová       |
| MS 2013 | Moskva    | Hanna Melnyčenková              | 6586 bodů       | Brianne Theisenová-Eatonová | Dafne Schippersová      |
| MS 2015 | Peking    | Jessica Ennisová-Hillová        | 6669 bodů       | Brianne Theisenová-Eatonová | Laura Ikaunieceová      |
| MS 2017 | Londýn    | Nafissatou Thiamová             | 6784 bodů       | Carolin Schäferová          | Anouk Vetterová         |
| MS 2019 | Dauhá     | Katarina Johnsonová-Thompsonová | 6981 bodů       | Nafissatou Thiamová         | Verena Preinerová       |
| MS 2022 | Eugene    | Nafissatou Thiamová             | 6947 bodů       | Anouk Vetterová             | Anna Hallová            |
| MS 2023 | Budapešť  | Katarina Johnsonová-Thompsonová | 6740 bodů       | Anna Hallová                | Anouk Vetterová         |